# Driver's Meeting
Driver's Meeting（ドライバーズ・ミーティング）は、Team J Station（TJS）・エフエム山口（FMY）・静岡エフエム放送（K-mix）で放送されている自動車をテーマにしたラジオ番組。パーソナリティーはレーサー鹿島。2025年現在で27年目を迎える長寿番組である。
かつての番組名は「TRD Driver's Meeting」（ティーアールディー ドライバーズ・ミーティング）だった（2008年4月放送分より変更）。

## 概要
1999年4月4日にTRDが本部を置く横浜の地元ラジオ局であるFMヨコハマの単独番組として放送開始。その後、cross fmやエフエム富士などにネット局を拡大し、最盛期にはFM6局でネット放送され、2007年頃から2008年3月まではTRDと日本グッドイヤーの2社スポンサー体制（放送局によってはこれに加えてトヨタ系カーディーラーもスポンサー参加）だった。その後、ネット局が徐々に縮小し、2016年には制作幹事局だったFMヨコハマが放送を打ち切り、FMYとK-mixのFM2局での放送となった。2020年1月には北米ロサンゼルスのTJSで放送を開始し、初の海外放送を開始した。

### コーナー
大きく2つのコーナーで構成されている（FMYはスポンサーの関係で3つ）
- Speed Scoop（スピードスクープ）
  - 自動車に関する最新ニュースや業界関係者のインタビューを伝える。新車情報等は扱っていないが、かつてはスポンサーの関係もあって、トヨタ自動車のモータースポーツ関連の話題がほぼ毎回入っていた。休止の場合もある。
- Driver's Salon（ドライバーズサロン）
  - 番組のメインコーナー。パーソナリティのレーサー鹿島が自動車が好きな芸能人や業界関係者をゲストに迎えてトークをする。放送第1回及び第2回のゲストは元レーシングドライバーの土屋圭市だった[1]。
- INGINGモータースポーツ情報
  - FMYでのみ放送。スポンサーである自動車販売店を運営するトヨタカローラ山口を母体としたレーシングチームINGINGのモータースポーツ情報などを伝える。

2018年4月から2020年3月までK-mixでは25分と放送時間が短縮された関係で、FMYでは1曲目の後に提供クレジットがあり、かつ4曲目を流した後に上記のモータースポーツ情報とエンディングトークが加わっていたが、一方でK-mixでは直前のコーナーが終わった後にそのままエンディングトークに入るため5分短くなっていた。

## スポンサー

### 現在
- GR Garage 周南INGING（トヨタカローラ山口系カーディーラー、FMYのみ）

### 過去
- INGING（トヨタカローラ山口系列企業、FMYのみ）
- TRD・トヨタレーシングディブロップメント（番組開始時から2008年3月まで）
- 日本グッドイヤー（2007年頃から数年程度）

FMYと同様に、放送局によっては地元のトヨタディーラーやトヨタ系列企業がスポンサーにつくことがあった。

## ネット局
それぞれ放送時間の早い順から記載。時差の関係から、日本国内ではTJSが最速放送となる。
TJS以外の各局で「radiko」および「radiko.jpプレミアム」による全国聴取が可能。一方、TJSでは独自にインターネット配信を行っており、全世界で聴取が可能。

### 現在
| 放送対象地域                | 放送局名                  | 系列   | 放送時間（現地時間）                                      | 放送期間       | 備考  |
| --------------------------- | ------------------------- | ------ | --------------------------------------------------------- | -------------- | ----- |
| アメリカ合衆国 ロサンゼルス | Team J Station（TJS）     | 独立局 | 毎週土曜 19:00 - 19:30 （再放送：毎週日曜 18:00 - 18:30） | 2020年1月4日 - |       |
| 静岡県                      | 静岡エフエム放送（K-mix） | JFN    | 毎週日曜 18:00 - 18:30                                    | 2002年4月 -    | [ 3 ] |
| 山口県                      | エフエム山口（FMY）       | JFN    | 毎週日曜 18:00 - 18:30                                    | 2001年10月 -   | [ 4 ] |

### 過去
| 放送対象地域 | 放送局名                       | 系列   | 放送時間               | 放送期間                     | 備考  |
| ------------ | ------------------------------ | ------ | ---------------------- | ---------------------------- | ----- |
| 宮城県       | エフエム仙台（Date fm）        | JFN    | 毎週日曜 18:00 - 18:30 | 2000年 - 2002年3月           |       |
| 群馬県       | エフエム群馬（FM GUNMA）       | JFN    | 毎週日曜 18:00 - 18:30 | 2004年4月 - 2006年3月        |       |
| 山梨県       | エフエム富士（FM-FUJI）        | 独立局 | 毎週日曜 18:00 - 18:30 | 2001年4月 - 2010年12月26日   |       |
| 大分県       | エフエム大分（Air-Radio FM88） | JFN    | 毎週日曜 18:00 - 18:30 | 2007年4月1日 - 2011年9月25日 |       |
| 福岡県       | cross fm                       | JFL    | 毎週日曜 19:00 - 19:30 | 1999年10月 - 2015年3月29日   | [ 5 ] |
| 神奈川県     | 横浜エフエム放送（FMヨコハマ） | 独立局 | 毎週日曜 21:30 - 22:00 | 放送開始 - 2016年6月26日     | [ 6 ] |

補足
- ネット局がJFN系列、JFL系列、独立系とバラバラに見えるが、トヨタテクノクラフト本社のある東京（FMヨコハマ・FM-FUJI）、TRD本部のある神奈川（FMヨコハマ）、富士スピードウェイやトヨタ東富士研究所のある静岡（K-mix）、INGING（トヨタ系レーシングチーム）本拠地のある山口（FMY）、トヨタ自動車九州（トヨタ・レクサスの製造子会社）のある福岡（cross fm）と、かつてはトヨタ・TRDに関連した地域で多く放送されていた（ただし、トヨタ本社のある愛知では放送されていない）。